# Sega Master System
De Sega Master System (of SMS) is een 8-bit spelcomputer van het Japanse bedrijf Sega uit 1986. Master System was Sega's antwoord op de populaire 8-bit spelcomputer NES van zijn concurrent Nintendo. De mascotte was Alex Kidd, die in 1990 werd vervangen door Sonic. Wereldwijd zijn er 13 miljoen exemplaren van deze spelcomputer verkocht.

## Geschiedenis
Sega Master System is vrijwel volledig gebaseerd op de, door Sega alleen in Japan uitgebrachte, SG-1000 Mark III (1985). Met name het uiterlijk was opnieuw ontworpen en de optionele Yamaha geluidschip was nu standaard geïnstalleerd. Sega lanceerde de spelcomputer in 1986 in de VS na het succes van Nintendo met de NES, een groot deel van Europa volgde in 1987. In Nederland kwam de Master System al op de markt in 1986, een jaar voordat de NES hier uitkwam. Ondanks dat de SMS in technisch opzicht beter is dan de NES is deze in de VS en Japan geen groot succes geworden. De spellenfabrikanten produceerden vanwege exclusieve overeenkomsten voornamelijk voor Nintendo waardoor zij marktleider bleef.
In 1990 kwam de Sega Master System II uit, dit was een goedkopere, kleinere en uitgeklede uitvoering van de SMS. In deze uitvoering zijn de kaartsleuf, de aansluiting voor de 3D-bril, het led-lampje en de resetknop verdwenen. In 1992 stopte Sega in de VS met het ondersteunen van de SMS, maar door het succes in Europa bleven ze nog ondersteuning bieden tot 1996.
Brazilië was een van de landen waar de Master System het meest succesvol was. Er zijn daar ten minste vijf versies van de Master System uitgebracht door Tec Toy, Sega's distributeur in dat land.

## De Sega Card
De spellen werden uitgebracht op twee verschillende media, ten eerste op de toen gangbare cartridges en daar naast ook op Sega Card, de laatste zijn platte kaartjes die in een sleuf aan de voorkant van de spelcomputer konden worden gestoken. Op deze kaartjes zijn maar een paar spellen uitgebracht en de meeste hier van zijn later opnieuw uitgebracht op cartridge, mede omdat bij de Sega Master System II de sleuf voor deze kaarten was verwijderd. De sleuf voor de kaartjes kwam wel weer terug op de Master System Converter, waarmee zowel de Master System cartridge als de kaartjes op de Sega Mega Drive gespeeld konden worden.

## Mascottes
Sega's eerste mascotte was Opa-Opa, een fictief ruimteschip uit de Fantasy Zone-serie die op de Master System een reeks spellen had. Echter, het bedrijf wilde een karakter die meer leek op Mario om zo beter te kunnen concurreren met Nintendo. Sega introduceerde daarom midden jaren 1980 het personage Alex Kidd die in diverse platformspellen verscheen op de Master System. Vanaf 1990 werd het spel Alex Kidd in Miracle World ingebouwd in bepaalde revisies van de Sega Master System, waaronder enkele VS en Europese versies van de Sega Master System II en enkele Europese versies van de Master System I.

## Bekende spellen
- Alex Kidd in Miracle World
- Alex Kidd High-Tech World
- The Jungle Book

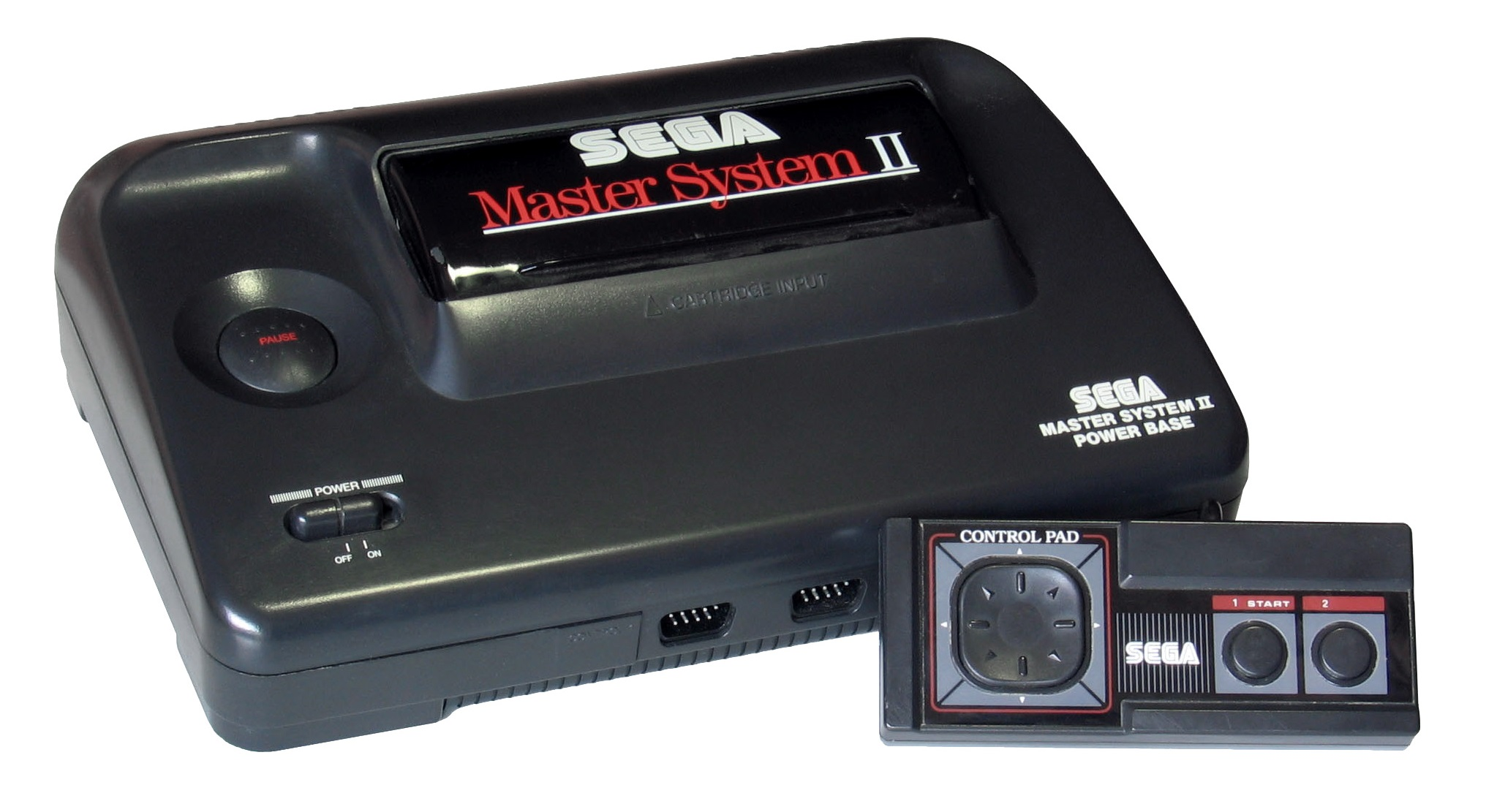
Master System II

- Land of Illusion starring Mickey Mouse
- Sonic the Hedgehog
- Sonic the Hedgehog 2
- Phantasy Star
- Wonder Boy in Monster Land
- Wonder Boy in Monster World
- Wonder Boy III: The Dragon's Trap

## Specificaties
- Processor: 8 bit Zilog Z80A
  - 3,546893 MHz voor PAL/SECAM, 3,579545 MHz voor NTSC[3]
- Graphics: VDP (Video Display Processor) afgeleid van de Texas Instruments TMS9918
  - tot 32 kleuren tegelijkertijd beschikbaar (16 voor sprites en 16 voor achtergrond) van een palet van 64 (kan ook 64 kleuren tegelijkertijd laten zijn met programmeertrucjes)
  - schermresolutie 256×192 en 256×224. PAL/SECAM ondersteund ook 256×240
  - 8×8 pixel karakters, max. 488 (door de VRAM-ruimte beperkingen)
  - 8×8 of 8×16 pixel sprites, max. 64
  - horizontaal, diagonaal, verticaal en gedeeltelijk scrollen van het beeldscherm
- Geluid (PSG): Texas Instruments SN76489
  - 4 kanalen mono geluid
  - 3 geluidsgeneratoren, 4 octaven elk, 1 witte ruis generator
- Geluid (FM): Yamaha YM2413
  - 9 kanalen mono FM-geluid
  - ingebouwd in de Japanse Master System
  - verkrijgbaar als insteekmodule voor Mark III
  - alleen ondersteund door een aantal spellen
- ROM: 64 kbit (8 kB) tot 2048 kbit (256 kB), afhankelijk van het ingebouwde spel
- RAM: 64 kbit (8 kB)
- Video RAM: 128 kbit (16 kB)
- Spelkaart sleuf (alleen Mark III en Master System I)
- Spelcartridge sleuf
  - Japanse en Zuid-Koreaanse versies gebruiken 44-pin cartridges, zelfde vorm als Mark I en Mark II
  - Alle andere versies gebruiken 50-pin cartridges met een andere vorm
  - Het verschil in cartridgestijl is een vorm van regionale uitsluiting
- Uitbreidings sleuf

Spelcomputers · Draagbare spelcomputers (Lijst van draagbare spelcomputers)